# Prix Fould
Le prix Louis Fould ou prix Fould est décerné tous les deux ans depuis 1890 par l'Académie des inscriptions et belles-lettres au « meilleur ouvrage sur l'histoire des arts du dessin dans l'antiquité et dans les temps modernes, en s'arrêtant à la fin du XVIe siècle ».
Ce prix fondé à la suite d'une donation faite par Louis Fould le 7 octobre 1857 devait initialement récompenser tous les trois ans l'auteur ou les auteurs de la meilleure « Histoire des arts du dessin : leur origine, leurs progrès, leur transmission chez les différents peuples de l'antiquité jusqu'au siècle de Périclès. Par les arts du dessin il faut entendre la sculpture, la peinture, la gravure, l'architecture, ainsi que les arts industriels dans leurs rapports avec les premiers ». Cependant, les conditions fixées n'ayant pas été réunies pour décerner le prix pendant 30 ans, l'Académie sollicite en 1887 les descendants de Louis Fould et obtient leur accord pour modifier et étendre les conditions du concours.
Pour donner suite à la recommandation de la Cour des comptes, l'Académie a adopté une réforme de ses prix à partir de 2017 pour que les prix soient moins nombreux. En conséquence, le prix Louis Fould a été remplacé par la Médaille Louis Fould.

## Lauréats du prix Louis Fould
- 1890 : Georges Perrot et Charles Chipiez pour leur Histoire de l'art dans l'antiquité[5]
- 1892 :
  - Eugène Muntz pour Histoire de l'art pendant la Renaissance
  - Louis Gonse pour Histoire de l'architecture gothique[6]
- 1894 : Gustave Gruyer pour L'art ferrarais à l'époque des princes d*Este[7]
- 1896 :
  - Camille Enlart pour ses deux ouvrages : I. Origines françaises de l'architecture gothique en Italie ; II. Monuments religieux de l'architecture romane et de transition dans la région picarde
  - Alfred de Champeaux et Paul Gauchery pour Les travaux d'art exécutés pour Jean de France, duc de Berry
  - Victor Masséna, duc de Rivoli, pour Les missels imprimés à Venise de 1481 à 1600
- 1898 :
  - George Foucart pour L'ordre lotiforme
  - Eugène Lefèvre-Pontalis pour L'architecture religieuse dans l'ancien diocèse de Soissons[8]
- 1900 : Émile Mâle pour L'Art religieux du XIIIe siècle en France[9]
- 1902 :
  - Georges Durand pour Monographie de l'église Notre-Dame, cathédrale d'Amiens, tome I
  - Raymond Koechlin et Jean-Joseph Marquet de Vasselot pour La sculpture à Troyes et dans la Champagne méridionale au XVIe siècle[10]
- 1904 :
  - Georges Durand pour Monographie de l'église Notre-Dame, cathédrale d'Amiens, tome II
  - Émile Bertaux pour L'art dans l'Italie méridionale, de la fin de l'empire romain à la conquête de Charles d'Anjou, tome I[11]
- 1906 : Henri Lechat pour La sculpture attique avant Phidias et pour l'ensemble de ses travaux sur l'histoire de l'art grec[12]
- 1908 :
  - George Foucart pour son Essai manuscrit sur l'Art et la Religion en Egypte (Histoire de la sculpture égyptienne)
  - Henri Saladin pour Manuel de l'Art musulman[13]
- 1910 :
  - Jean Hulot et Gustave Fougères pour Sélinonte
  - Alexandre de Laborde pour Les manuscrits à peintures de la Cité de Dieu de saint Augustin
  - Jules Lutz et Paul Perdrizet pour Speculum humanae salvationis
  - Gaston Migeon pour l'ouvrage sur Les Arts du tissu[14]
- 1912 :
  - Georges Durand pour L'église abbatiale de Saint-Riquier
  - Philippe Lauer pour Le Palais de Latran
  - Paul Denis pour Ligier Richier
  - Morin-Jean pour Le dessin des animaux en Grèce d'après les vases peints
  - Louis Hourticq pour son Histoire générale de l'art français[15]
- 1914 :
  - Ernest Hébrard et Jacques Zeiller pour Spalato, le Palais de Dioclétien
  - Jean Ebersolt et Adolphe Thiers pour Les églises de Constantinople
  - Gabriel Leroux pour Les origines de l'édifice hypostyle en Grèce et Lagynos
  - Frédéric Macler pour Miniatures arméniennes
  - Philippe des Forts pour Le château de Villebon[16]
- 1916 :
  - Société française de reproduction de manuscrits à peintures
  - Fernand de Mély pour Les Primitifs et leurs signatures
  - Pierre Gusman pour La gravure sur bois et d'épargne sur métal du XIVe au XXe siècle[17]
- 1918 :
  - Gabriel Millet pour Recherches sur l'iconographie de l'Evangile aux XIVe, XVe et XVIe siècles
  - Louis Bréhier pour L'Art chrétien : son développement iconographique, des origines à nos jours[18]
- 1920 :
  - Gabriel Millet pour L'ancien art serbe : les églises
  - Victor Hardy pour La Cathédrale Saint-Pierre de Lisieux[19]
- 1922 :
  - Louis Hourticq pour La jeunesse du Titien
  - Louis Réau pour L'art russe, des origines à Pierre le Grand[20]
- 1924 :
  - Henri Martin pour La Miniature française du XIIIe au XVe siècle
  - Louis Maeterlinck pour L'énigme des primitifs français[21]
- 1926 :
  - Victor Leroquais pour Les Sacramentaires et les Missels manuscrits des Bibliothèques de France
  - Raymond Rey pour Les vieilles églises fortifiées du midi et La Cathédrale de Cahors[22]
- 1928 :
  - Charles Picard pour La Sculpture antique de Phidias à l'ère byzantine
  - Pierre Lavedan pour Histoire de l'urbanisme dans l'Antiquité et au Moyen âge
  - Victor Leroquais pour Les Livres d'Heures manuscrits de la Bibliothèque Nationale[23]
- 1930 :
  - Armenag Bey Sakisian pour La Miniature persane du XIIe au XVIIe siècle
  - Frédéric Macler pour L'Enluminure arménienne profane et Les Dew arméniens[24]
- 1932 :
  - Félix Massoul pour La Céramique musulmane en Egypte
  - Paul Deschamps pour La Sculpture française à l'époque romane
  - André Godard pour Les Bronzes du Luristan[25]
- 1934 :
  - Henri David pour De Slurter à Sambin
  - Louis Hautecœur et Gaston Wiet pour Les Mosquées du Caire
  - I. D. Stefanescu pour La peinture religieuse en Valachie et Transylvanie des origines jusqu'au XIXe siècle[26]
- 1936 :
  - Marcel Bulard pour Le scorpion, symbole du peuple Juif dans l'Art religieux des XIVe, XVe, XVIe siècles
  - Lucien Morel-Payen pour Les plus beaux manuscrits et les plus belles reliures de la Bibliothèque de Troyes[27]
- 1938 :
  - Sirarpie der Nersessian pour L'illustration du roman de Barlaamn et Joasaph
  - Charles de Tolnay pour Hieronymus Bosch[28]
- 1940 :
  - Denyse Métral pour Blaise de Vigenère
  - Marie Lafargue pour Les Chapiteaux du cloître de N.-D. de la Daurade
  - Robert du Mesnil du Buisson pour Les peintures de la Synagogue de Doura-Europos[29]
- 1942 : Albert Gabriel pour Voyages archéologiques dans la Turquie orientale[30]
- 1944 :
  - Henry d'Allemagne pour Les anciens maîtres serruriers et leurs meilleurs travaux
  - Henri Terrasse pour La mosquée des Andalous à Fès[31]
- 1946 : René Jullian pour L'éveil de la sculpture italienne : la sculpture romane dans l'Italie du Nord[32]
- 1948 :
  - Paul-Marie Duval pour Cherchel et Tipasa, Recherches sur deux villes fortes de l'Afrique romaine
  - Jean Seznec pour La survivance des dieux antiques[33]
- 1950 :
  - Pierre du Colombier pour Jean Goujon
  - Marc Thibout pour ses travaux sur les peintures murales[34]
- 1952 : Henri David pour Claus Sluter[35]
- 1954 : Pierre Pradel pour Michel Colombe[36]
- 1956 : Marcel Durliat pour Art ancien du Roussillon - Peinture[37]
- 1958 : Jeanne Villette pour La résurrection du Christ dans l'Art chrétien du IIe au VIIe siècle[38]
- 1960 : Faculté des Lettres de Nancy pour les Études d'archéologie classique parues dans les tomes I et II des Annales de l'Est[39]
- 1962 : Henri Stern pour Recueil des mosaïques de la Gaule[40]
- 1964 : Marguerite Roques pour Les peintures murales du Sud-Est de la France, XIIIe-XVIe siècles[41]
- 1966 : Ivan Stchoukine pour Les peintures des manuscrits de Shâh Abbas Ier à la fin des Safaris[42]
- 1968 : Rita Lejeune et Jacques Stiennon pour La légende de Roland dans l'art du Moyen Âge[43]
- 1972 :
  - Gérard Cames pour Allégories et symboles dans l'Hortus deliciarum
  - Henri Zerner pour École de Fontainebleau, gravures[44]
- 1974 : Jean Lafond pour Les vitraux de l'église Saint-Ouen à Rouen[45]
- 1976 : Louis Grodecki pour l'ensemble de ses travaux et, en particulier, pour son travail sur le vitrail[46]
- 1978 : Sirarpie Der Nersessian pour L'art arménien[47]
- 1980 : Henri Delporte pour L'image de la femme dans l'art préhistorique[48]
- 1982 : Marie-Thérèse Baudry et Dominique Bozo pour La sculpture: méthode et vocabulaire[49]
- 1984 : François Garnier pour Le langage de l'image au Moyen Âge. Signification et symbolique[50]
- 1986 : Sylvie Béguin, Jean Guillaume et Alain Roy pour La galerie d'Ulysse à Fontainebleau[51]
- 1988 : Marie-Madeleine Gauthier pour L'œuvre de Limoges. Catalogue des émaux[52]
- 1990 : Roselyne Bacou pour l'ensemble de son œuvre[53]
- 1992 : François Avril et Patricia Danz Stirnemann pour Manuscrits enluminés d'origine insulaire[54]
- 1994 : Alix Barbet pour l'ensemble de son œuvre dans le domaine de la fresque gallo-romaine[55]
- 1996 : Caroline Lanfranc de Panthou et Benjamin Peronnet pour Dessins italiens du musée Condé à Chantilly. I. Autour de Pérugin, Filippino Lippi et Michel-Ange[56]
- 1998 : Albert Châtelet pour Robert Campin. Le Maître de Flémalle. La fascination du quotidien
- 2000 : David Mandrella pour Dessins allemands et flamands du musée Condé à Chantilly. De Durer à Rubens[57]
- 2002 : Natalie Coural pour Les Patel. Pierre Patel (1605-1676) et ses fils. Le paysage de ruines à Paris au XVIIe siècle[58]
- 2004 : François Avril pour Jean Fouquet - Peintre et enlumineur du XVe siècle et pour l'ensemble de son œuvre[59]
- 2006 : Dominique Cordelier pour le catalogue de l’exposition Primatice, maître de Fontainebleau[60]
- 2008 : Albert Châtelet pour Visages d’antan. Le recueil d’Arras (XIVe-XVIe s.)[61]
- 2010 : François Avril pour l’ensemble de son œuvre[62]
- 2012 : Alexandra Zvereva pour Portraits dessinés de la cour des Valois. Les Clouet de Catherine de Médicis[63]
- 2014 : Thierry Crépin-Leblond et Vincent Droguet pour le catalogue de l’exposition Le roi et l’artiste : François Ier et Rosso Fiorentino[64]
- 2016 : Jacqueline Biscontin Lalande pour Feuilles de Mémoire. Un carnet de dessins florentins du musée du Louvre : de l’Académie du Dessin à Filippo Baldinucci[65]

## Lauréats de la médaille Louis Fould
- 2018 : Emmanuelle Brugerolles pour la collection Carnets d’études qu’elle dirige[66]
- 2020 :
  - La Jao Tsung-I petite École de l’Université de Hong Kong pour la réédition de Tableaux d’intuition : essais d’histoire de l’art pictural en Chine
  - Carmen Bambach pour Leonardo da Vinci Rediscovered[67]
- 2022 : Yao Peng et Tao Jianping pour leur ouvrage, en chinois, intitulé : Histoire de la peinture catholique en Chine (1583-1941).[68]
- 2024 : Anna Maria Riccomini et Claudia Magna pour Girolamo da Carpi disegnatore. Il taccuino romano della biblioteca reale di Torino.[69]